# 이왕가박물관

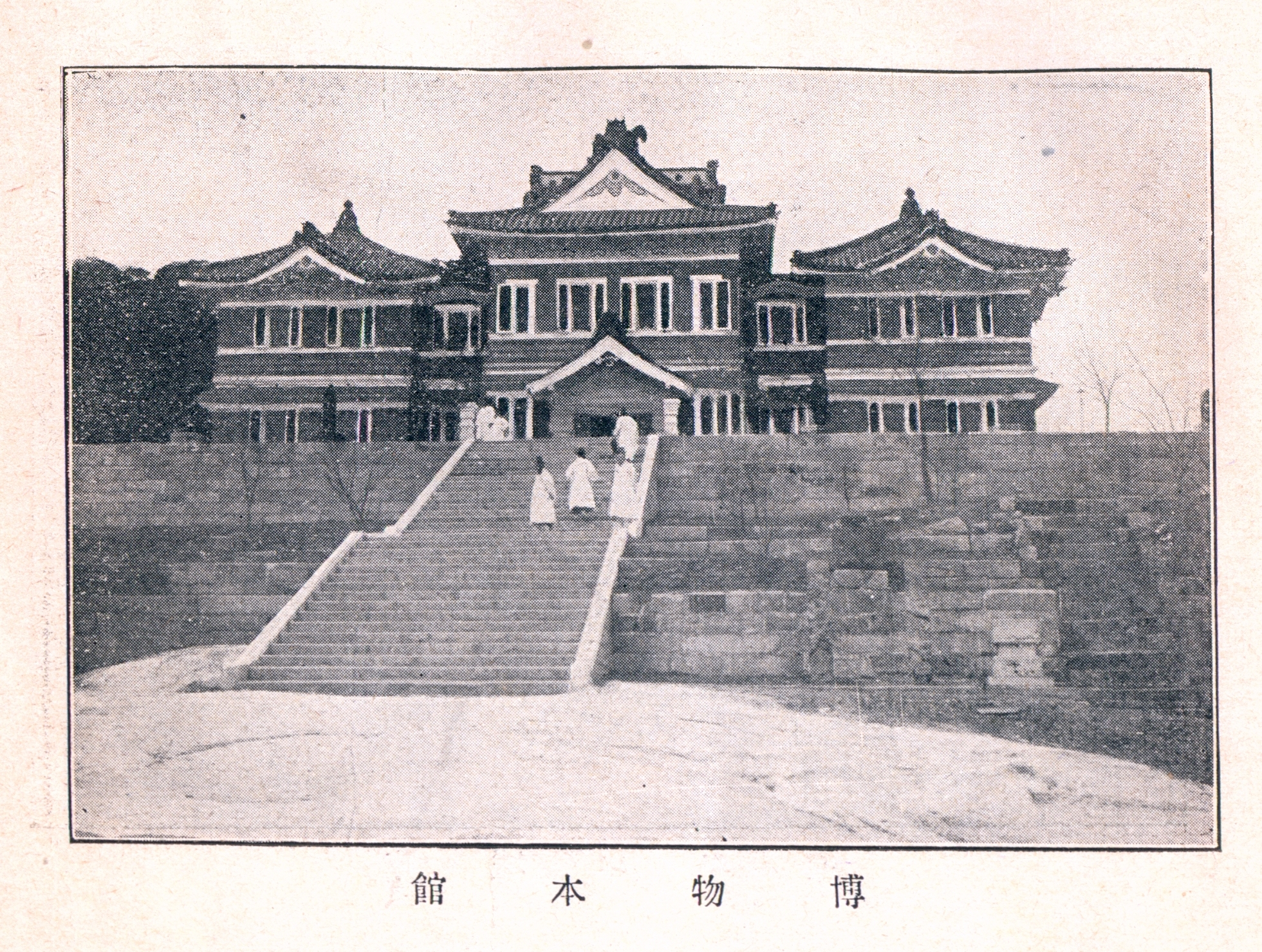
1915년 경의 모습.

이왕가박물관(李王家博物館)은 1909년 대한제국에서 설립한 한국 최초의 박물관이다. 설립 당시의 이름은 제실박물관(帝室博物館)이었으며, 일제강점기에는 창경원박물관, 이왕직박물관 등으로도 불렸다. 1938년 이왕가미술관에 통합되고 건물은 이후 창경궁 장서각으로 활용되다가 1992년 철거되었다.

## 역사

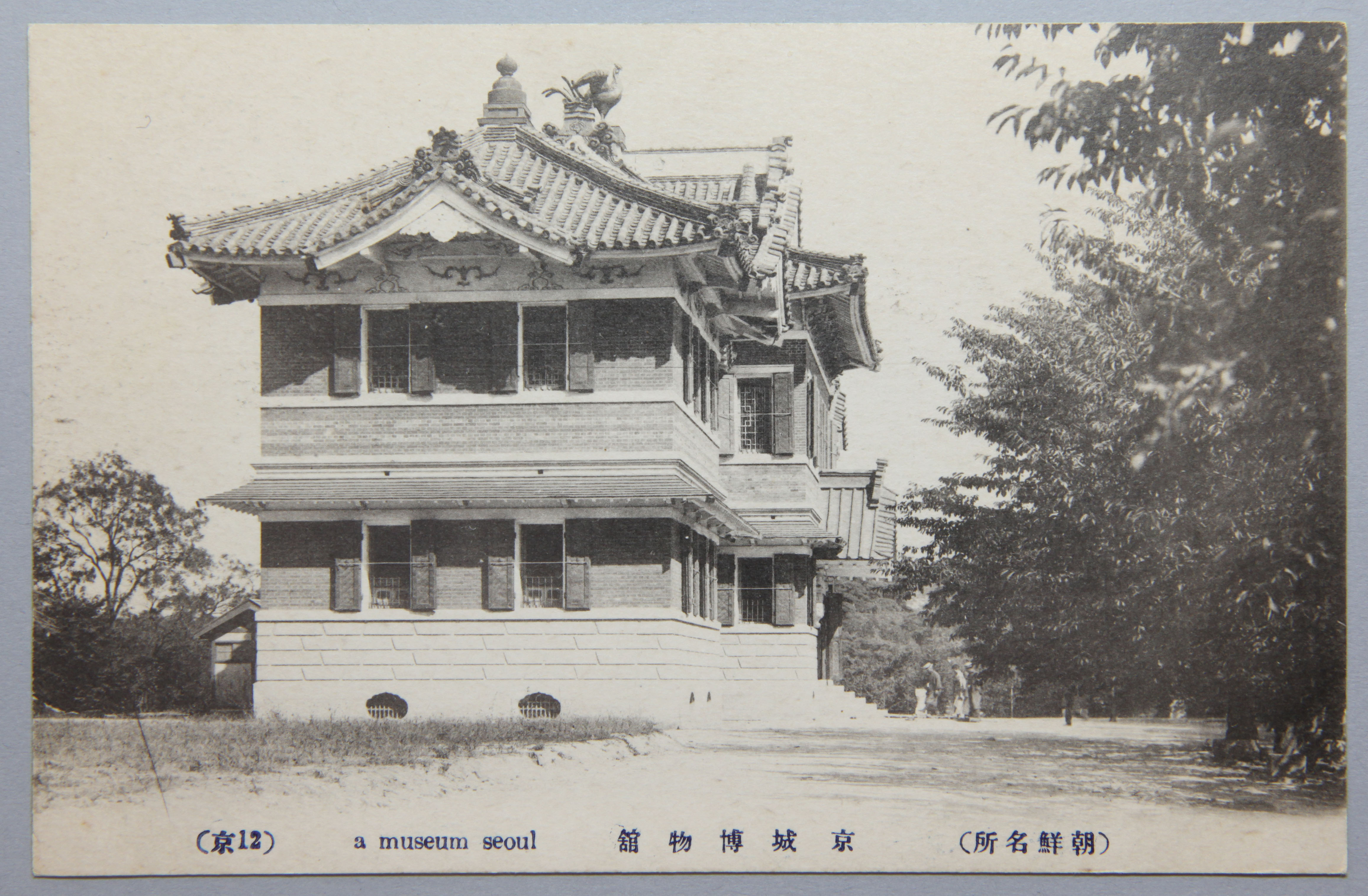
측면의 모습

1907년 순종이 창덕궁으로 이어를 준비하며 11월 4일 뒤 국민의 지식을 계몽하기 위해 박물관을 설립하자는 이완용과 이윤용은 궁내부 차관이자 창덕궁의 수선을 감독하던 코미야 미호마츠(小宮三保松)와 상의하여 11월 6일 설립을 결정한다. 1908년 1월부터 미술품을 수집하였는데 당시 왕실 소속의 보물은 별로 없는 까닭에 골동품을 모으기 시작했으며, 시모고리야마 세이이치(下郡山誠一)와 스에마츠 구마히코(末松熊彦) 등이 주로 수집하였다. 당시 1907년에 개성의 고려 분묘가 많이 도굴된 까닭에 골동품 수집이 용이했다고 회고한다.
이렇게 수집한 물품들을 옮겨 1909년 11월 1일에 창경궁 명정전 일원에 이왕가박물관을 설립 및 공개한다. 개관 당시는 월요일, 목요일을 휴무일로 가졌으며, 명정전, 통명전 등 창경궁의 여러 전각들을 모두 전시실로 이용하다가 1911년 헌경왕후의 침전이었으나 19세기 말 화재로 소실된 창경궁 자경전 자리에 건물을 짓는다. 건물은 일본식 연와(煉瓦)로 지었으며 1912년 3월 14일에 낙성식을 가졌다. 건물은 일본 교토부 우지시에 있는 뵤도인(平等院)의 호오도(鳳凰堂)를 따랐다.
1938년 덕수궁의 이왕가미술관과 통합된다. 이후 본래의 건물은 장서각으로 사용되다가 1992년 철거된다. 이왕가미술관은 1969년 문화공보부 예하 국립박물관에 통합된다.

## 같이 보기
- 이왕가미술관
- 창경궁 장서각